# 黄争鸣
黄争鸣，同济大学航空航天与力学学院教授，主要从事复合材料力学、复合材料加工等方向的研究。任中华人民共和国教育部第五批"长江学者"特聘教授，持有多项发明专利。